# فيل أنسيلمو
فيل أنسيلمو (بالإنجليزية: Phil Anselmo)‏ هو موسيقي وعازف بيانو وملحن وعازف قيثارة ومغني أمريكي، ولد في 30 يونيو 1968 في نيو أورلينز في الولايات المتحدة.

## وصلات خارجية
- الموقع الرسمي
- فيل أنسيلمو على موقع IMDb (الإنجليزية)
- فيل أنسيلمو على موقع ميوزك برينز (الإنجليزية)
- فيل أنسيلمو على موقع رولينغ ستون (الإنجليزية)
- فيل أنسيلمو على موقع إن إن دي بي (الإنجليزية)
- فيل أنسيلمو على موقع أول ميوزيك (الإنجليزية)
- فيل أنسيلمو على موقع ديسكوغز (الإنجليزية)
- فيل أنسيلمو على موقع قاعدة بيانات الفيلم (الإنجليزية)